# 大蛇駅
大蛇駅（おおじゃえき）は、青森県三戸郡階上町大字道仏字大蛇にある、東日本旅客鉄道（JR東日本）八戸線の駅。

## 歴史
- 1956年（昭和31年）12月10日：日本国有鉄道の駅として開業[2]。気動車の旅客のみを取り扱う駅員無配置駅[3]。
- 1987年（昭和62年）4月1日：国鉄分割民営化により、JR東日本の駅となる[2]。
- 2015年（平成27年）12月1日：本八戸駅の業務委託化による駅長・助役配置廃止に伴い、八戸駅長管理下となる。
- 2024年（令和6年）10月1日：えきねっとQチケのサービスを開始[1][4]。

## 駅構造
単式ホーム1面1線を有する地上駅である。八戸駅管理の無人駅である。

## 駅周辺
駅周辺には小さな集落がある。茨島のトチノキは青森県天然記念物。
- 大蛇漁港
- 階上町立大蛇小学校

## 隣の駅
東日本旅客鉄道（JR東日本）
■八戸線
金浜駅- 大蛇駅 - 階上駅